# Nuuanu curvata
Nuuanu curvata is een vlokreeftensoort uit de familie van de Nuuanuidae. De wetenschappelijke naam van de soort is voor het eerst geldig gepubliceerd in 1989 door Vonk.